# Спорт у Львові
Спорт у Львові має давню історію: тут відбулися перші в Україні футбольний (1894), хокейний (1905) та ватерпольний (1914) матчі. Київ і Львів з 1944 до 1979 року були єдиними містами в УРСР, де діяли інститути фізкультури.
Одне з міст-господарів чемпіонату Європи з футболу 2012.

## XIX сторіччя

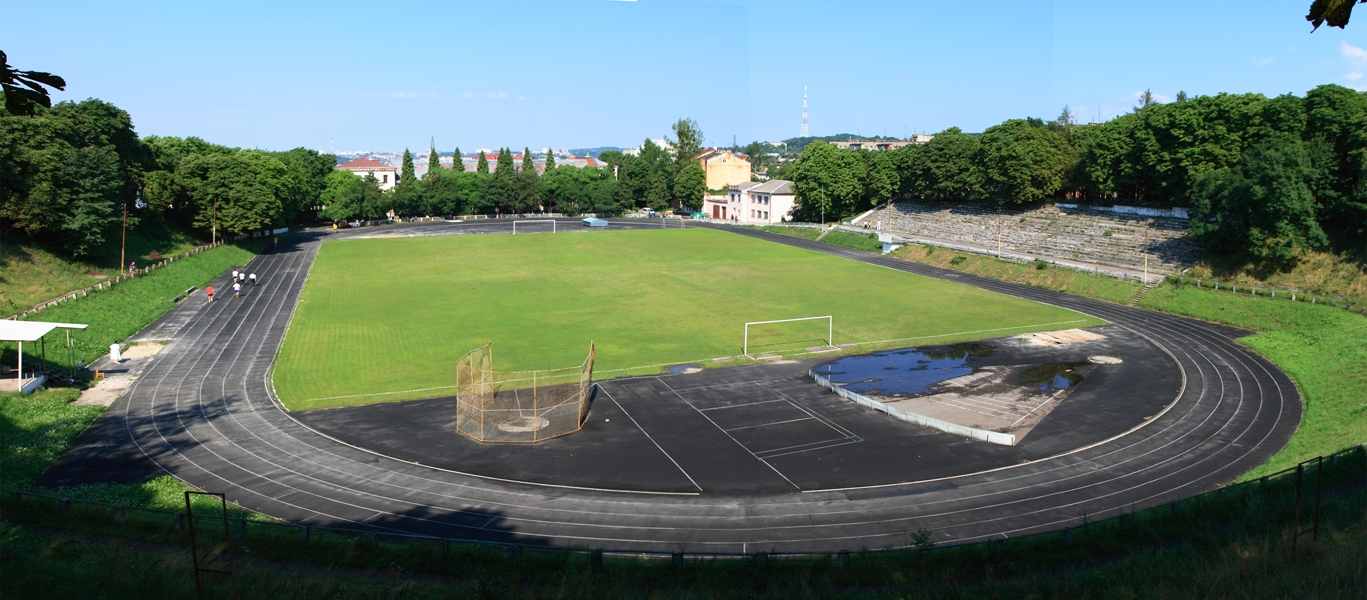
Найстаріший існуючий стадіон Львова — СКІФ (колишній стадіон польського «Сокола»), збудований 1898 року

У кінці XIX сторіччя на території Австро-Угорщини поширюється т. зв. «сокільський рух». Перше товариство «Сокіл» було створено 1862 року у Празі. Згодом подібні гуртки виникли у Словенії та Хорватії, а в 1867 р. — у Львові. На початках «соколами» були тільки чоловіки, однак з 1880-х років у секціях почали з'являтися й жінки. Станом на 1886 рік у товаристві було близько 60 жінок. Організація через фізичну культуру і виховання мала підняти національні та державні традиції серед пригноблених народів Австро-Угорської імперії. У Львові польська влада міста відразу встановила свій контроль над місцевим осередком «Сокола», тому тут рух не набув великої популярності — всього 792 члени у 1892 році. Особливо швидко рух набув популярності серед школярів і гімназистів.
17 липня 1892 року у Народному домі пройшли установчі збори представників зі всієї Галичини, які постановили створити дійсно національну українську руханково-гімнастичну організацію. Товариство «Сокіл» швидко здобуло прихильність української молоді й 1902 року налічувало понад 900 осередків і об'єднувало близько 33 000 осіб по всій Галичині та Буковині. Першим головою товариства став громадський діяч та інженер Василь Нагірний. Сокільський рух став одним з наймасовіших рухів у Галичині у 1980-х—1900-х роках і тісно переплітався з просвітницькою, церковною та громадсько-політичною діяльністю.

## 1900—1944
У Львові спорт поширювався серед усіх головних національностей (поляки, євреї, українці, німці) у формі спортивних клубів або спортивних гуртків при школах або гімназіях. Однак до 1920-х років це був радше відпочинок і привілей для заможних громадян. Після того, як Галичина опинилася під владою Польщі й поляки розпочали тиск на культурні права українців, у 1930-х спорт став одним із способів політичної боротьби — створено Український Спортовий Союз, що об'єднував українські спортові клуби, чимало з яких відмовилося виступати в польських змаганнях.
На початку XX сторіччя в українській мові ще не було всіх необхідних спортивних термінів і понять: на сході України іноземні слова часто запозичували прямим калькуванням, натомість у Львові назви видів спорту і деякі терміни мали українізовані широковживані назви:
- кошиківка — баскетбол
- гаківка — хокей
- відбиванка — волейбол
- ручний м'яч — гандбол
- змагун, спортовець — спортсмен
- копанка, копаний м'яч, союзняк — футбол
- злучник — інсайд
- кивання, ківання — дриблінг
- лещата — лижі (лещетарство — лижний спорт)
- наколесництво — велоспорт.

У період 1900—1910 рр. виникає більшість найвідоміших львівських футбольних клубів, професор Іван Боберський перекладає і пише ряд книг про ігри з м'ячем, зокрема, футбол. У 1908 році його обирають головою товариства «Сокіл». У 1907 році футбольна команда УСК (Український Спортовий Кружок) отримує назву УСК «Україна» — у ті часи назвати своє об'єднання «Україна» було важко, бо огранізатори наражались на тиск австрійської та польської адміністрації. Нова назва згуртовує ентузіастів спорту — навколо футбольної команди виникають секції з інших видів спорту.
12 листопада 1911 року створено Спортове Товариство «Україна», яке перейняло від «Сокола» роль лідера західноукраїнського спорту та осередку національного виховання молоді. Після Першої світової війни Львів опинився у складі Польщі. СТ «Україна» продовжує свою діяльність. Працювали секції футболу (найпопулярнішої гри тих часів), легкої атлетики, велосипедного спорту, боксу, хокею та шахів. У 1937 році почали діяти секції відбиванки, кошиківки та ручного м'яча. Після приходу у 1939-му радянських військ СТ «Україна» ліквідували. У 1941—1944 роках німецька влада не перешкоджала функціонуванню України, але команда знову зникла після другого приходу Червної Армії — влітку 1944 року.
Львівська футбольна команда «Погонь» 4 рази вигравала чемпіонат Польщі з футболу, національна збірна Польщі деякі ігри проводила у місті Лева, за національну команду регулярно грали гравці із львівських клубів.

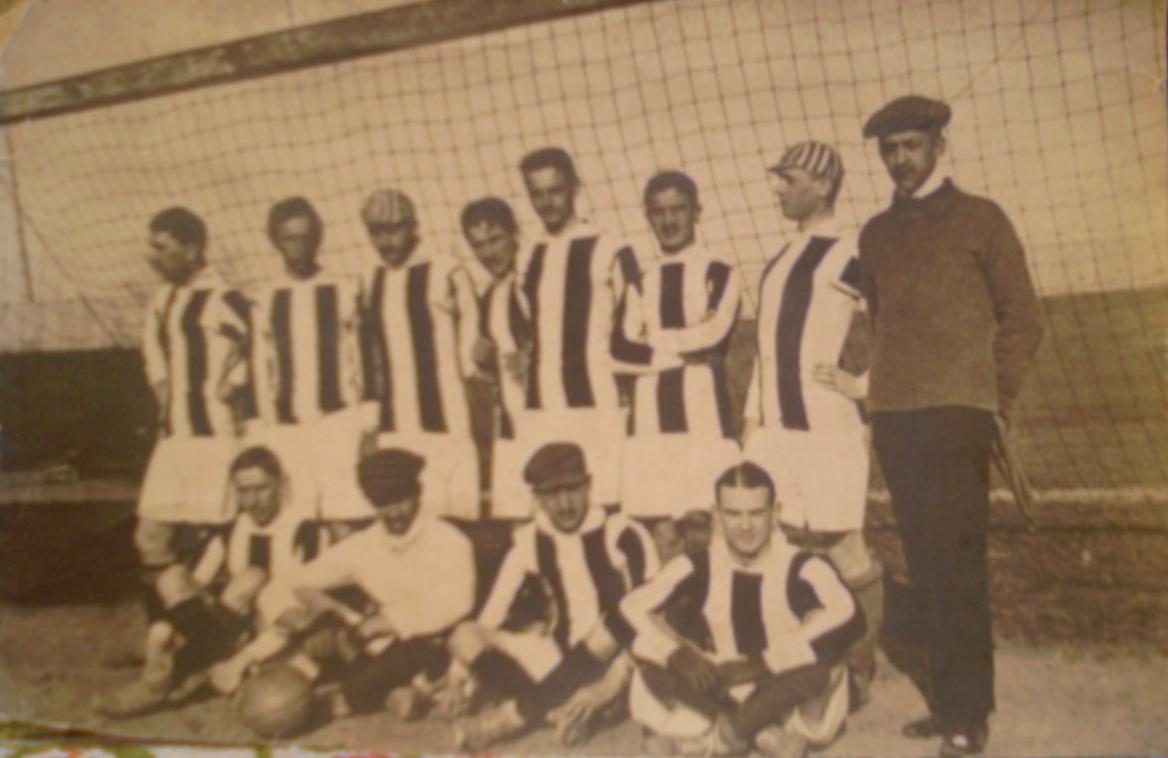
«Погонь» Львів — 4-разовий чемпіон Польщі з футболу (Світлина 1910 р.)

У 1924 році у місті для розвитку лижного («лещата» — лижі) спорту заснований «Карпатський лещатарський клюб».
У 1927-28 рр. у спортовому товаристві «Україна» створено секцію хокею. Серед засновників хокейної команди були, зокрема брати Труші: Мирош і Роман — сини відомого художника Івана Труша. Львівський хокейний голкіпер Микола Скрипій одним з перших в історії почав використовувати захисну маску для обличчя — ще у 1933 році. Він сконструював її з військового шолома, причепивши спереду дротяну маску.
4 вересня 1931 року у Львові відбувся перший конгрес ФІТА — Міжнародної федерації стрільби з лука. У серпні-вересні того ж року Львів прийняв перший чемпіонат світу і Європи зі стрільби з лука.

## Радянський час
У 1946 році відкрито Львівський інститут фізкультури. Дотепер цей заклад є провідним у підготовці спортсменів Львівщини.
Одним з найвідоміших атлетів СРСР 1950-х років був Віктор Чукарін — вихованець інфізу, учасник Олімпійських Ігор 1952 і 1956, 7-разовий олімпійський чемпіон.

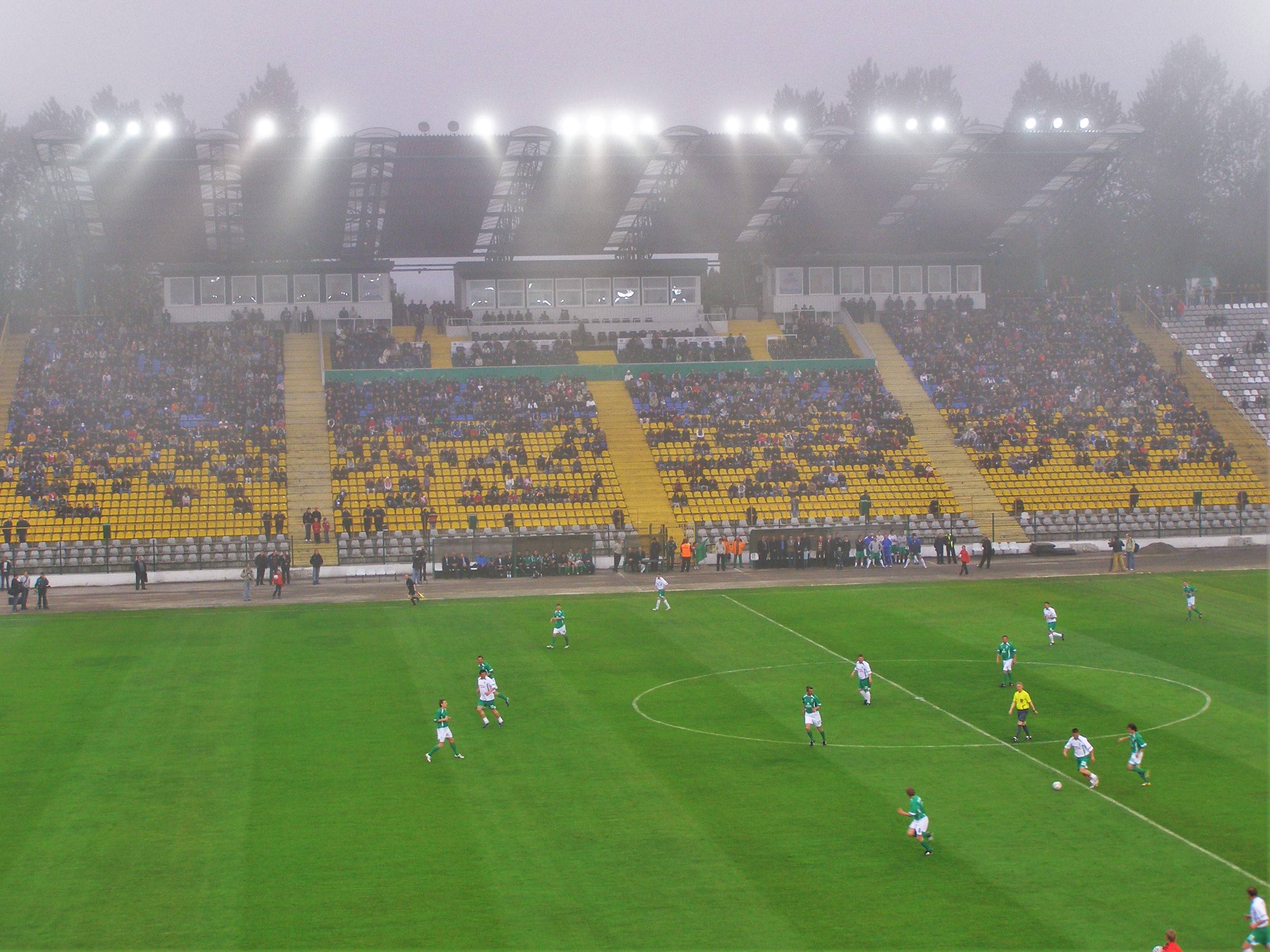
Стадіон «Україна»

1969 року «Карпати» стали єдиним футбольним клубом з нижчої ліги, який здобув Кубок СРСР з футболу. Десятки тисяч уболівальників зустрічали команду в рідному місті — із аеропорту до центру Львова переможці з Кубком добиралися понад три години. У 1970-х роках «Карпати» були єдиним клубом вищої ліги СРСР, футболісти якого розмовляли українською мовою. У квітні 1990 року саме на львівському стадіоні «Україна» вперше на теренах УРСР сезон було відкрито підняттям синьо-жовтого прапора та гімном «Ще не вмерла Україна».

## Незалежність
Львів у футбольній прем'єр-лізі 2008/09 був представлений двома клубами — ФК «Карпати» та ФК «Львів». Арена Львів приймала ігри чемпіонату Європи з футболу 2012.

## Види спорту

### Гандбол
- Жіночий гандбольний клуб «Галичанка», починаючи із сезону 2001—2002 рр. перебуває у трійці лідерів Вищої ліги «А», а згодом Суперліги чемпіонату України. Станом на 2022 рік — восьмиразові чемпіонки України (2015, 2016, 2017, 2018, 2019, 2020, 2021, 2022).
- Жіночий гандбольний клуб «Львівська політехніка-ЛФКС», триразові чемпіонки Вищої ліги (2020, 2021, 2022).

### Баскетбол
Клуб «Львівська Політехніка».

### Водне поло
Клуб «Динамо».

### Волейбол
«Барком-Кажани».

### Шахи
Львівська шахова школа за радянських часів була однією з найвідоміших у СРСР і дотепер залишається серед провідних шахових центрів України. Серед відомих львівських гросмейстерів:

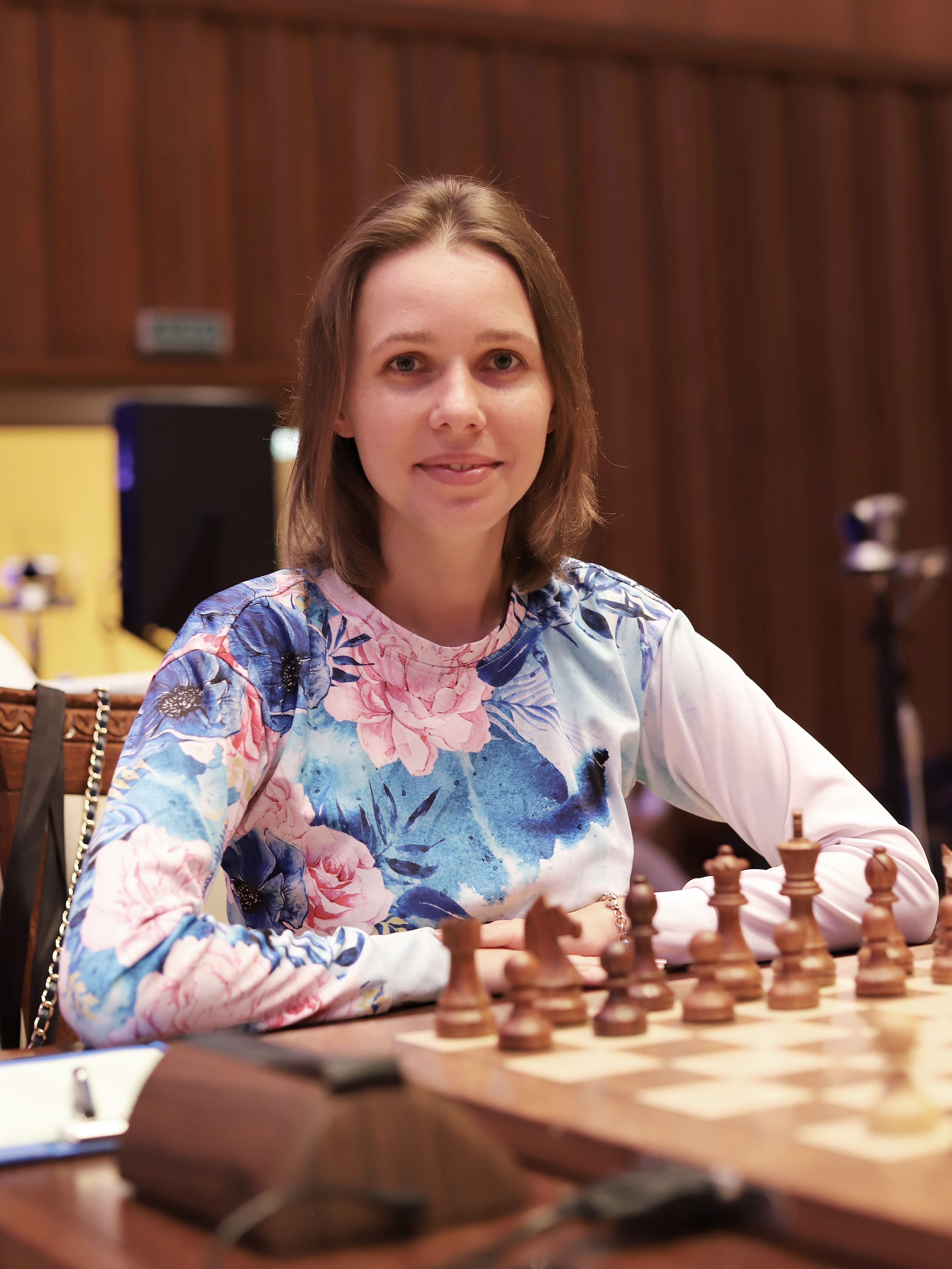
Марія Музичук — 15-та чемпіонка світу

- Степан Попель — багаторазовий чемпіон Львова міжвоєнного часу. У 1944-му, щоб не жити під радянською окупацією, виїхав до Франції, де перемагав у першостях Парижа, а потім емігрував до США, де став провідним шахістом української діаспори[6];
- Леонід Штейн —  3-разовий чемпіон СРСР, дворазовий чемпіон України;
- Олександр Бєлявський —  4-разовий чемпіон СРСР, 4-разовий переможець шахових олімпіад у складі збірної СРСР;
- Адріан Михальчишин — чемпіон Словенії 2002 року, голова тренерської комісії ФІДЕ з 2009 року;
- Василь Іванчук — віце-чемпіон світу 2002 року, чемпіон Європи 2004 року, чемпіон світу з блискавичних шахів 2007 року, чемпіон світу зі швидких шахів 2016 року, триразовий переможець супертурніру в Лінаресі, 4-разовий переможець шахових олімпіад: 1988 і 1990 років у складі збірної СРСР, 2004 і 2010 років — збірної України;
- Марта Літинська — чемпіонка СРСР 1972 року, 3-разова чемпіонка України;
- Олег Романишин — чемпіон Європи серед юніорів 1973 року, переможець командного чемпіонату світу 2001 року у складі збірної України;
- Йосип Дорфман — чемпіон СРСР 1977 року;
- Андрій Волокитін — триразовий чемпіон України 2004, 2015 та 2021 років, у складі збірної України переможець шахової олімпіади 2004 року;
- Анна Музичук — віце-чемпіонка світу 2017 року, дворазова чемпіонка світу серед жінок із блискавичних шахів 2014 та 2016 років, чемпіонка світу серед жінок зі швидких шахів 2016 року, у складі жіночої збірної України переможниця шахової олімпіади 2022 року, дворазова чемпіонка України 2003 та 2014 років;
- Марія Музичук — п'ятнадцята чемпіонка світу із шахів серед жінок, у складі жіночої збірної України переможниця шахової олімпіади 2022 року, дворазова чемпіонка України 2012 та 2013 років;
- Юрій Криворучко — чемпіон України 2013 року, у складі збірної України срібний призер шахової олімпіади 2016 року;
- Михайло Олексієнко — чемпіон України 2016 року;
- Наталія Букса — чемпіонка світу серед юніорок 2015 року, дворазова чемпіонка України 2018 та 2020 років, у складі жіночої збірної України переможниця шахової олімпіади 2022 року;
- Мартин Кравців — срібний призер чемпіонату України 2015 року, у складі збірної України бронзовий призер командного чемпіонату Європи 2017 року.

### Футзал
Місто є одним з лідерів українського футзалу — «Енергія» у сезонах 2006/07, 2011/12, 2015/16 ставала чемпіоном України з футзалу, перервавши багаторічну гегемонію «Шахтаря» (Донецьк), а потім «Локомотиву» (Харків). У першостях сезонів 2005/06, 2007/08 та 2013/14 «Енергія» була другою. У сезоні 2009/10 чемпіоном України став львівський клуб «Тайм».

### Хокей
ХК «Галицькі Леви».

### Реґбі
У чемпіонатах України з реґбі виступають «Сокіл» і «Батяри».

### Американський футбол

Емблема «Левів»

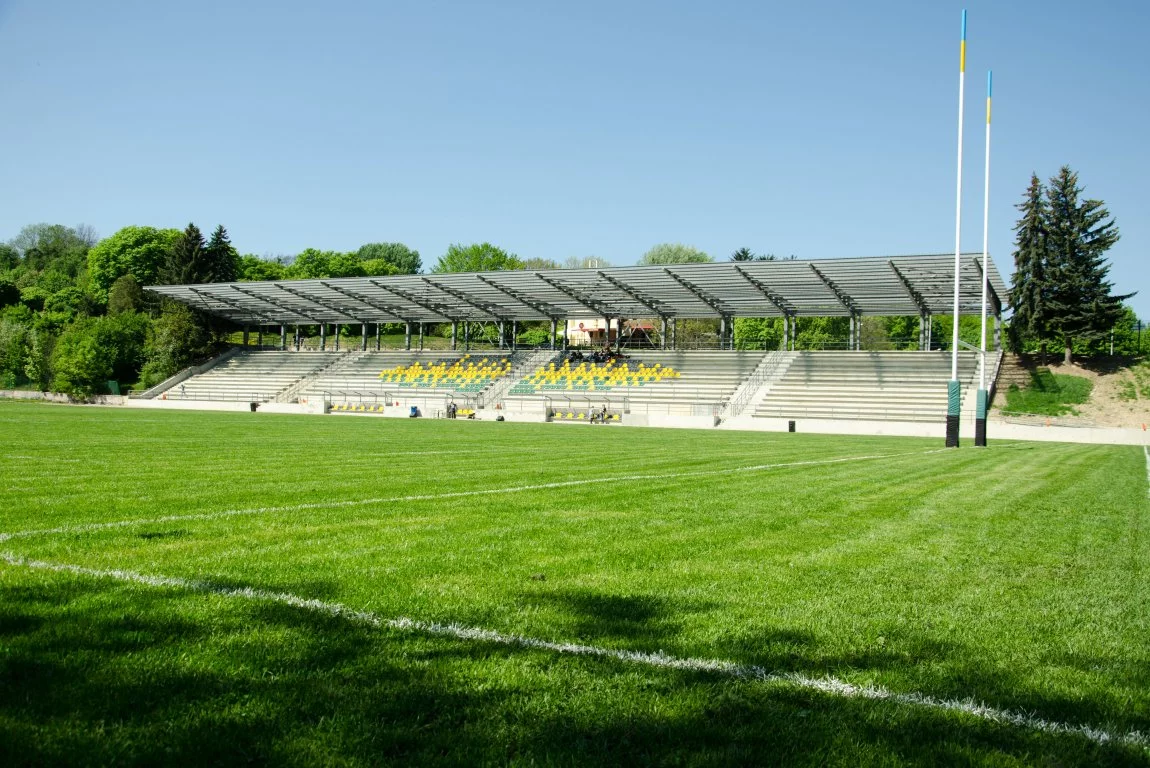
Стадіон «Юність», домашній стадіон «Левів»

З 2012 року у Львові у рамках Чемпіонату України Української Ліги Американського Футболу ULAF виступає команда з американського футболу — «Львівські Леви». Гравці команди регулярно викликаються до збірної команди України з американського футболу та беруть участь у міжнародних матчах.
- Сезон 2013 Львівські Леви здобули 2 місце у Західному дівізіоні Першої Лігі ФАФУ.
- Сезон 2013 Львівські Леви здобули 4 місце по результатах Чемпіонату 2013 року.
- Сезон 2014  Львівські Леви здобули 2 місце по результатах Чемпіонату 2014 року.
- Сезон 2015 Львівські Леви вперше беруть участь в Вищій Лізі Чемпіонату України 2015 року.
- Сезон 2016  Перемога у Чемпіонаті України з флаг-футболу у м.  Вінниця .
- Сезон 2017  Бронзові медалі Чемпіонату УЛАФ 2017 дивізіон В
- Сезон 2018 . Срібні медалі Чемпіонату України Української Ліги Американського Футболу ULAF 2018.

### Спідвей
«СКА-Фаворит».

### Стрільба з лука
СДЮШОР «Електрон».

### Велоспорт
У Львові знаходиться єдиний в Україні критий велотрек — Велотрек СКА.

### Гірськолижний спорт

Емблема «Динамо» Львів

Спеціалізована дитячо-юнацька школа олімпійського резерву з гірськолижного спорту Львівській областній організації Фізкультурно-спортивного товариства «Динамо». Підготовка гірськолижників проходить на схилі гори навчально-спортивної бази «Динамо», що знаходиться у парку Знесіння. Також вихованці тренуються на схилах гір Тростян та Погар у селищі Славське Львівської області . 

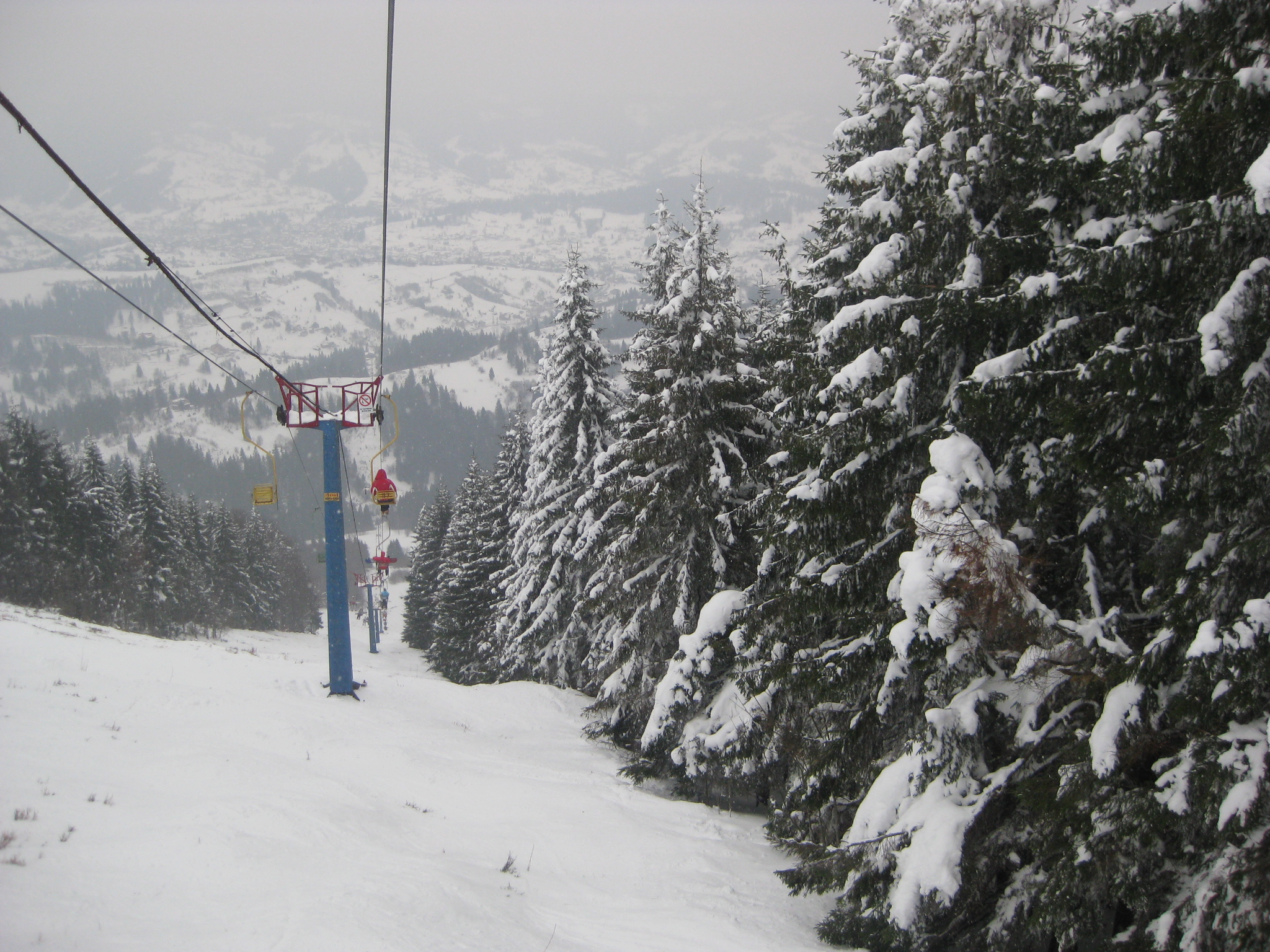
Канатна дорога на Тростяні

 Тут виросли найкращі гірськолижники країни: сестри Наталія та Тетяна Перчаткіни, Світлана Гладишева, Марина Юнусува, Даліб Гулієв, Валентина Козлова, Надія Д'ячук, Дмитро Ареф'єв, Оксана Роїк, Христина Підгрушна, Юлія Харківська, Роман Кокотко, Юрій Стрижик, Микола Скрябін, Ксенія Курендаш (Пацаган), Галина Гашпар, Вадим Крупенчик, Ольга Книш. Звідси починали спортивне життя відомі стрибуни на лижах з трампліну — Валерій Савін, Михайло Войнович, Степан Павлюк, Ігор Таранько, фрісталіст Михайло Кулеба. Вихованцями школи були учасники Олімпійських ігор у санному спорті Олег Авдєєв і Данило Панченко, та також багато інших спортсменів, які своїми досягненнями сприяли розвитку цих видів спорту.

Вихованець СДЮШОР «Динамо» Львів Крупенчик В. на трасі

Зараз у СДЮШОР працюють 23 навчальні групи, в яких займаються 197 учнів, із них: 165 — гірськолижним спортом, 16 — сноубордингом, 16 — біатлоном.
На відділенні гірськолижного спорту працюють 8 тренерів-викладачів, із них 6 — штатних, всі мають вищу освіту.